# (15370) Kanchi
(15370) Kanchi es un asteroide perteneciente al cinturón de asteroides, región del sistema solar que se encuentra entre las órbitas de Marte y Júpiter.
Fue descubierto el 15 de julio de 1996 por Akimasa Nakamura desde el observatorio Astronómico de Kumakōgen.

## Designación y nombre
Designado provisionalmente como 1996 NW, fue llamado así por Kanji Nagao, cuyo apodo es Kanchi, es el héroe de Tokyo Love Story, originalmente un Manga  escrito por Fumi Saimon y posteriormente adaptado como drama televisivo en 1991.

## Características orbitales
(15370) Kanchi está situado a una distancia media del Sol de 2,734 ua, pudiendo alejarse hasta 3,018 ua y acercarse hasta 2,451 ua. Su excentricidad es 0,104 y la inclinación orbital 2,741 grados. Emplea 1651,58 días en completar una órbita alrededor del Sol.

## Características físicas
La magnitud absoluta de (15370) Kanchi es 15,23. 